# گوتو شینپی
گوتو شینپی (به ژاپنی: 後藤 新平 Gotō Shinpei); (۲۴ ژوئیهٔ ۱۸۵۷ – ۱۳ آوریل ۱۹۲۹) یک سیاست‌مدار، وزیر اهل ژاپن بود.